# Glossário de termos owarai
O glossário a seguir de palavras e termos (geralmente de origem japonesa) está relacionado a owarai (comédia japonesa). Muitos desses termos podem ser usados em áreas da cultura japonesa além da comédia, incluindo televisão e rádio, música. Alguns foram incorporados ao discurso japonês normal. 

## Glossário

### bangumi
番組 (bangumi). A palavra em japonês para programa de televisão.

### boke
ボケ (boke [boke]). Do verbo bokeru 惚 け る ou 呆 け る, que carrega o significado de "senilidade" ou "cabeça de ar", e se reflete na tendência de um artista de interpretar mal e esquecer. O boke é o membro "simplório" de um owarai kombi ("tsukkomi e boke", ou vice-versa ) que recebe a maior parte dos abusos verbais e físicos do tsukkomi "inteligente" por causa dos mal-entendidos e enganos do boke. O tsukkomi (突 っ 込 み) refere-se ao papel do segundo comediante em "intrometer-se" e corrigir os erros do boke. É comum os tsukkomi repreenderem o boke e baterem na cabeça com um rápido golpe; tradicionalmente, o tsukkomi costumava carregar um ventilador como um suporte de múltiplos propósitos, um dos usos para os quais era necessário. Boke e tsukkomi são vagamente equivalentes aos papéis de "homem engraçado" ou "cômico" (boke) e "homem hetero" (tsukkomi) nas duplas de comédia da cultura ocidental. Fora de owarai, o termo boke às vezes é usado no discurso comum como um insulto, semelhante ao "idiota" em inglês ou baka em japonês.
Boke também se refere a quando um comediante ou tarento faz uma piada ou age como um tolo por efeito cômico na televisão. Tsukkomi também é usado em programas de variedades e na televisão comum, como uma abordagem rápida para abordar a situação ou criar efeitos cômicos depois que alguém faz um bocado.

### conte
コント(konto). Do francês palavra conte, konto refere-se ao estilo de manzai ou owarai desempenho com foco em contar contos interessantes, muitos dos quais, deve-se assumir, são compostas por uma questão de humor. Também chamado freqüentemente de manzai konto (漫才コント). Conte curto (ショートコント) são esquetes geralmente com menos de 30 segundos de duração, onde os comediantes encenam algum tipo de encontro ou conversa estranha.
Um conte geralmente usa adereços, fundos e cenários, como roupas e localização, em oposição a Manzai. É possível que várias pessoas ajam de maneira contente, enquanto Manzai é tradicionalmente feito com duas pessoas, às vezes mais de duas, mas nunca por si mesmo.

### corner
コーナー (kōnā). Raramente assumindo o significado literal inglês da palavra "esquina" como em "esquina da rua" ou "esquina de uma forma", essa palavra geralmente é usada em japonês para significar "segmento", como em "segmento de televisão".

### dajare
ダジャレ (dajare). Um tipo de trocadilho ou jogo de palavras japonês no qual as semelhanças no som de duas palavras ou frases diferentes são usadas em uma piada.

### dokkiri
ドッキリ (dokkiri). Recentemente popularizada no oeste por programas como Punk'd, essas brincadeiras de surpresa com câmeras escondidas são muito comuns na televisão japonesa desde os anos 90. Armadilhas como armadilhas, objetos em queda e ídolos sedutores são frequentemente usados. Dokkiri geinin (ドッキリ芸人) são comediantes conhecidos por suas aparições em vários programas dokkiri e são escalados para esse gênero por causa de suas reações notáveis ao serem pegadinhas. Alguns exemplos de dokkiri geinin são Tetsuro Degawa e Komiya (Sanshiro).

### gag
ギャグ (gyagu). O mesmo que a palavra em inglês gag, gyagu geralmente são piadas baratas (embora a palavra frequentemente se refira a qualquer piada) empregada por um geinin em seu ato. Gyagu tendem a ser curtos, físicos e muitas vezes previsíveis. Quem fala inglês americano pode dizer "uma piada brega".

### geinin
芸人 (geinin). Gei significa "performance" ou "realização", e a palavra geinin é frequentemente traduzida como "artesão". Atualmente, Geinin se refere exclusivamente a comediantes. A forma não abreviada da palavra é 芸能人 (geinōjin), que significa "artista" ou "artista", usada para se referir àqueles da indústria do entretenimento como um todo e geralmente não para comediantes. Pode ser usado em um contexto semelhante à celebridade inglesa. Os comediantes japoneses são chamados お笑い芸人 (owarai geinin, 'artistas de comédia') ou お笑いタレント (owarai tarento, 'talentos de comédia') e os talentos que aparecem nos programas de variedades da televisão são geralmente chamados de 芸能人タレント (geinōjin tarento) ou às vezes 若手芸人 (wakate geinin, 'talentos jovens/recém-chegados') para adições mais recentes ao grupo de talentos. A ピン芸人 (pin geinin) é um artista solo de stand-up.

### ippatsu gag
一発ギャグ (ippatsu gyagu). Literalmente significa "mordaça de um tiro", é um termo usado para representar mordaças que geralmente são rápidas e destinadas a gerar risadas rapidamente. Também pode ser chamado de "piadas pontuais", pois muitas vezes são enigmáticas, aleatórias e têm pouco contexto. As piadas de Ippatsu são frequentemente usadas repetidamente e são muitas vezes piadas de assinatura para certos comediantes que alcançaram a fama através dessa mordaça; esses comediantes são freqüentemente chamados de ippatsuya (一発屋).

### kire
キレ ou 切れ (kire). Uma palavra casual para "raiva" (semelhante a "irritado" ou "marcado"), o キレ役 (kireyaku) é um papel às vezes assumido por owarai geinin que tem temperamentos muito curtos ou finge. O Takeyama de Cunning é conhecido por seu temperamento curto; seu kire é sua característica definidora. Além disso, 逆ギレ (gyaku gire) é o ato de ficar com raiva de alguém/algo ao contrário. Por exemplo: Uma garota trai o namorado, mas depois fica com raiva do namorado quando ele descobre, insistindo que a culpa foi dele; um homem tropeça em uma pedra enquanto caminha e xinga a pedra, jogando-a na floresta. Este é um papel muito comum em owarai e manzai performances.

### kombi
コンビ (kombi). Uma abreviação da palavra em inglês "combinação". Geralmente se refere à "combinação" de dois talentos japoneses de owarai para formar uma unidade de comédia. O equivalente em inglês é um ato duplo.

### konto
コント (konto). Veja conte.

### Lumine
ルミネ (rumine). Abreviação de "Lumine the Yoshimoto" (ルミネtheよしもと), ルミネ é um palco (劇場, gekijō) no prédio LUMINE2 de Shinjuku, exclusivo para performances de owarai. Ele tem um prestígio considerável, pois apenas os melhores artistas do Japão têm a chance de aparecer neste palco na frente de meros 500 espectadores ao vivo.

### mantan
漫談 (mantan). Uma forma de comédia que consiste em uma única pessoa contando uma história cômica e / ou apresentando uma comédia para o público. Um equivalente no oeste é uma comédia stand-up de uma pessoa.

### manzai
漫才(manzai). Um estilo tradicional de comédia japonesa que consiste em duas pessoas, ou um kombi (dupla de comédia). O formato geralmente consiste em um boke e um tsukkomi.

### monomane
モノマネ ou 物真似 (monomane). Geralmente impressões de outros famosos japoneses, a monomane é muito comum no Japão e alguns talentos chegaram a fazer carreira com suas habilidades de monomane. Alguns geinin famosos por seu monomane são Korokke, Hori e Gu-ssan.

### ochi
オチ (ochi). Um ochi é a parte final ou final de um neta ou história que deve gerar risadas. O equivalente em inglês é chamado de punch line.

### oogiri
大喜利 (oogiri ou ōgiri). Oogiri é uma forma de comédia que se concentra na improvisação, fornecendo uma resposta engraçada no local para uma pergunta ou tópico temático. Geralmente apresentados como um formato de game show ou questionário, os comediantes fazem uma pergunta simples, na qual devem tentar encontrar respostas engraçadas e engraçadas no local. A pergunta pode variar de perguntas simples a fornecer uma foto de algo aleatório e pedir aos participantes para legendar ou dublar essa foto para obter efeitos cômicos. Um programa notável que se concentra em oogiri é o Ippon Grand Prix, onde comediantes veteranos competem entre si.

### owarai
お笑い (owarai). Um termo geral para a comédia japonesa moderna.

### neta
ネタ (neta). Ortografia reversa da palavra tane (種), que significa "semente" ou "poço". Um neta é o pretexto de um esquete konto, embora às vezes seja usado para se referir ao conteúdo de um segmento de um ato owarai, um programa de variedades ou uma transmissão de notícias. Warai Meshi quase venceu o Gran-Prix M-1 de 2004, realizando vários atos em um neta sobre os modelos humanos um tanto mal construídos no Museu Histórico de Asuka em Nara. A variedade de programas de variedades organizados pelo London Boots Ichigo Nigo quase sempre tem a ver com traição de namoradas e namorados. Neta também pode ser referido como material, referência, rotina, piada ou mordaça, dependendo do contexto usado. Essencialmente, o neta de um comediante é o conteúdo que, na maioria dos casos, visa gerar risadas. Veja também shimoneta.

### pin geinin
ピン芸人 (pin geinin). Veja geinin. Um pin geinin é um comediante solo que não está atualmente em nenhuma dupla, unidade ou grupo.

### ponkotsu
ポンコツ (ponkotsu). Ponkotsu é um adjetivo que descreve um personagem inútil e/ou não confiável. Um indivíduo pode ser um personagem ponkotsu, o que significa que muitas vezes erra e adotou essa característica como parte de sua persona.

### shimoneta
下ネタ (shimoneta). Shimoneta é a combinação dos caracteres shimo, que significa "baixo" ou "baixo" e neta. Um shimoneta é uma piada suja, geralmente focada em tópicos sexuais ou revoltantes. Alguns geinin são famosos por seus shimoneta. Por exemplo, bata Takeshi com sua mordaça Comaneci, onde as mãos são empurradas na diagonal como o fundo da peça de uma ginasta. Outro comediante igualmente conhecido é Shimura Ken, que usa o personagem 'Henna Oji-san' para rondar garotas nubis.

### suberu
すべる (suberu). Suberu significa literalmente "escorregar", que na comédia se refere a quando um comediante falha em gerar risadas, ataca seu ato e/ou cria estranheza. Significa essencialmente que eles caíram em seus atos. O oposto de suberu é ukeru, que literalmente significa "bem recebido". Os comediantes tentam evitar o ato de suberu, mas em raras ocasiões, isso se tornou um estilo para alguns. Isso é conhecido como suberi-gei (すべり芸), que literalmente significa "a arte de escorregar", um termo usado em comediantes que geralmente não conseguem rir e geralmente criam atmosferas estranhas com seu neta.

### sur
シュール (shūru). Da palavra francesa surréalisme, sur (shule às vezes romanizado) é uma comédia sem razão ou lógica aparente. O próprio Sur não é muito comum ou popular, embora muitos comediantes japoneses experimentem sur de vez em quando em seus atos. Sur explora o sentimento natural e desconfortável que ocorre quando as pessoas ficam confusas e não sabem como devem reagir a uma piada ou comentário sem sentido ou inesperado, e então apenas riem. Sur pode ser comparado a um pouco do humor incomum do falecido comediante americano Andy Kaufman. Estritamente sur kombi existem, mas é extremamente difícil para os artistas sur para se tornar popular.

### tsukkomi
突っ込み (tsukkomi). Do verbo tsukkomu (突っ込む), que significa algo como "entrar", esse costuma ser o papel do parceiro no boke em um owarai kombi. O tsukkomi é geralmente o mais inteligente e razoável da unidade, e irá criticar, verbal e fisicamente abuso, e geralmente ferroviário no boke por seus erros e exageros. A tsukkomi típico muitas vezes bate o boke na parte de trás da cabeça, uma ação sempre acompanhada por um tapa intencionalmente extravagante efeito sonoro. É comum que tsukkomi em manzai encerre um ato com a frase "Vamos sair!" (やめさしてもらいますわ！Yamesashite moraimasu wa!). O equivalente americano é conhecido como o homem hetero.

### ukeru
ウケる (ukeru). Quando algo é engraçado ou hilário, e é uma palavra especializada que se origina de 受ける (ukeru), que se traduz em "bem recebido". Na indústria, refere-se a quando o ato de um comediante gera risadas com sucesso e não bombardeia ou cria estranheza. Isso geralmente é um antônimo para suberu (すべる).

### unchiku
うんちく ou 蘊蓄 (unchiku). Literalmente, o "estoque de conhecimento acumulado" de uma pessoa, unchiku geralmente se refere ao ato de reclamar de algo enquanto ensina uma lição a um público muitas vezes desinteressado. Cream Stew é conhecido por unchiku.

### ureteru
売れてる (ureteru). Do verbo uru (売る), que significa literalmente "vender", ureteru geralmente se refere à capacidade de um artista de vender seu ato (ou a si próprio) e fornece uma pequena visão da maneira como muitos comediantes japoneses pensam. Um artista de ureteru recebe muito mais aparências, comerciais e salários de sua agência do que um artista de uretenai (incapaz de vender), e muitos artistas determinados a ter sucesso não param quase em nada para se promover e conseguir "vender". Também pode se referir à popularidade de um comediante (romper ou criar um nome para si mesmo).

### variety bangumi
バラエティ番組 (baraeti bangumi). Embora parecido com o conceito de show de variedades em inglês, os shows no Japão geralmente se aventuram longe do conceito ocidental. Waratte Iitomo! e Gaki no Tsukai estão entre os programas de variedades mais antigos que ainda estão no ar atualmente.